# عملة لات

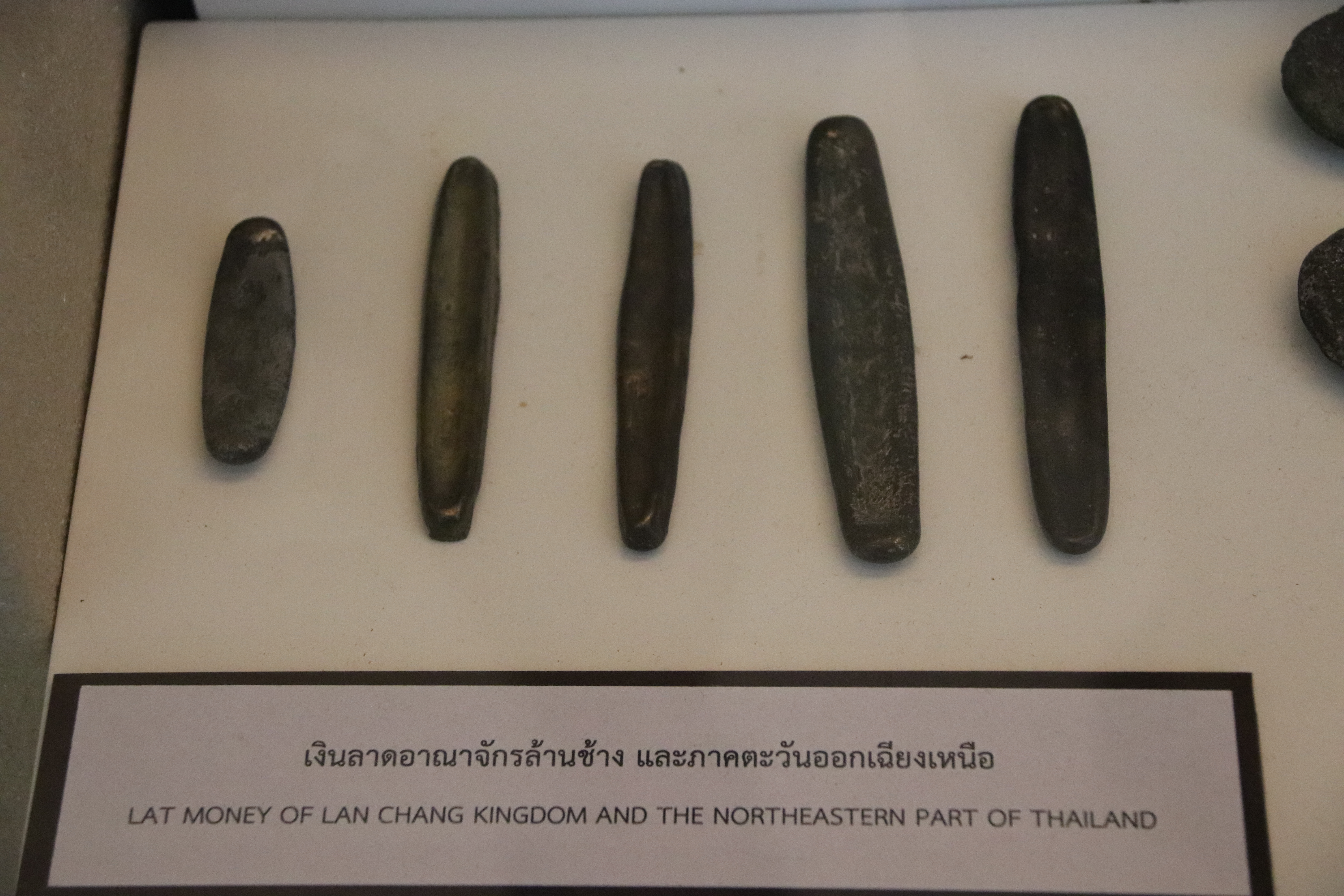
عينات من النقود المعدنية في متحف رامخامهاينج الوطني في تايلاند

عملة لات (اللاوية: ເງິນລາດ) يُشير إلى العملة المعدنية ذات الشكل العريض التي سُكت واستُخدمت كعملة في مملكة لان سانغ والممالك التي تلتها في فيينتيان، لوانغ برابانغ وشامباساك. "لات" اختصار لاوي لكلمة "تالات" أو "سوق"، في إشارة إلى العملة الصغيرة التي تُعرف أيضًا باسم "عملة القارب" أو "نغرن هيوا". يُمكن تمييز عملات لان سانغ المعدنية ذات الشكل العريض حسب الشكل، الوزن، المعدن، السبائك وعلامات دار السك.

## تاريخ
في لان سانغ، كما هو الحال في بقية جنوب شرق آسيا، تَعد المقايضة أقدم وأكثر طرق التبادل شيوعًا. يرجع تاريخ أقدم عملة لات إلى القرن الرابع عشر. قدم مؤسس لان سانغ، الملك فا نغوم (1353-1378)، وحدة كتلة جديدة واستخدام الأوزان الهندسية، كلاهما تبناه من الخمير. وعلى عكس السياسات المجاورة حيث تقلبت المعايير، حافظت منطقة وادي نهر ميكونغ على وحدة كتلة قياسية 1.23 غرام أو 12.3 غرام من وقت لان سانغ حتى القرن التاسع عشر. على الرغم من أن الفئات غير معروفة، فإن أصغر معاملات الفئات كانت ستستخدم عملات "لات" المصنوعة عادةً من النحاس أو البرونز، أو سبيكة، لها علامات سك قليلة أو معدومة. كان من الممكن استخدام "هوي" الفضية للمعاملات ذات القيمة الأعلى. صُنعت العملات المعدنية عن طريق الصب في قوالب مغلقة. كان الذهب مخصصًا لأغراض ملكية أو دينية. وباعتبارها مركزًا للتجارة الداخلية في جنوب شرق آسيا، بالإضافة إلى العملات "اللات" فإن أشكالًا أخرى من العملات من الدول المجاورة كانت منتشرة على نطاق واسع.
وفرت المناطق الواقعة شرق لوانغ برابانغ النحاس والفضة للتعدين، كان من الممكن جمع الذهب من الرواسب الطميية. جاء أول تقرير غربي عن الثروة المعدنية في لان سانغ في عام 1552، من المستكشف البرتغالي جواو دي باروس، لاحظ أن لاوي تُصدر الفضة. في عام 1642، لاحظت بعثة شركة الهند الشرقية الهولندية بقيادة جيريت فان ويستهوف الكميات الجيدة من الذهب والمعادن الأخرى المتاحة للتداول، سجلت راهبًا قُبض عليه بتهمة التزوير. تكهن بعض علماء العملات، بمن فيهم دانيال، بأن بعض عملات "هوي" الأكثر زخرفة تعود إلى هذه الفترة كحماية من التزوير. لاحظ تاجر هولندي آخر، جيريمياس فان فليت، في عام 1692 أن لان سانغ كانت تتاجر بالذهب مع أيوثايا ولكن ليس في شكل عملات معدنية أو سبائك.
على الرغم من صعوبة تأريخ العملات المعدنية، إلا أن الإجماع العام هو أن دخلت معظم عملات اللات حيز الاستخدام خلال القرن الخامس عشر، وانتشرت على نطاق واسع في القرن السادس عشر تزامنًا مع عهد الملوك فيسون، فوتيساراث وسيثاثيرات. من المحتمل أن صناعة العملات انخفضت خلال الفترة من منتصف سبعينيات القرن السادس عشر إلى عام 1585 خلال فترة الغزوات البورمية. خلال عهد الملك سوليجنا فونجسا، يُشار إليه عمومًا باسم "العصر الذهبي" للان سانج، من المحتمل أن الطلب على العملات قد زاد وسُجلت أول حسابات أوروبية منتظمة للان سانج. بحلول منتصف القرن الثامن عشر، أدت الغزوات البورمية والنزاعات على الخلافة إلى تقسيم لان سانج إلى ممالك فيينتيان، لوانغ برابانج وشامباساك.
بحلول عام 1779، طرد السياميون البورميين ووسعوا نطاق سيادتهم على ممالك لاو. من أواخر القرن الثامن عشر إلى عام 1820، حاول السياميون تعزيز سيطرتهم على ممالك لاو. في عام 1826، تمرد أنوفونج ملك فيينتيان وهُزم. يقترح دانيال أنه خلال هذه الفترة انتقلت عمليات سك العملة إلى لان نا ولوانغ برابانغ، مما يفسر علامات لان نا على بعض عملات هوي. في السنوات التي تلت التمرد، يبدو أن العلامات قد حظرها السياميون وأصبحت العملة المعدنية أقل شأناً. أُرخت الفئات الأقل من عملات لات إلى عام 1855 في عهد الملك مانثاثورات من لوانغ برابانغ، استمرت في سكها من قِبل الملوك اللاحقين حتى أواخر القرن التاسع عشر. خلال تلك الفترة أيضًا، وبعد تولي الملك السيامي مونغكوت العرش عام 1851 بفترة وجيزة، لا بد أن البات قد دخل إلى لاو. وبالتالي، لمعاملات البضائع بين الأجزاء الخاضعة لسيطرة سيامي في لاو وسيام، هناك معياران مختلفان للوزن جنبًا إلى جنب حتى وصول الفرنسيين. أصبح البات وحدة كتلة الذهب في سيام/تايلاند ولاوس، حيث يُستخدم حاليًا إلى جانب النظام المتري.

### علامات دار سك العملة
في لاوس، تُختم كل من الأوزان والعملات المعدنية ذات الشكل الشعاعي برمز "لوانغ"، مما يُثبت أنها قطع وزن صالحة ووسائل دفع. بهذا الرمز، الذي يُعتبر مقدسًا، كل من الأوزان والعملات المعدنية محمية. لم يكن من الممكن منع التلاعب، يُعد التلاعب انتهاكًا للمقدسات. يختلف شكل رمز "لوانغ" أو "نا"، من حرف "S" أو "J" جانبيًا إلى حرف "W"، يرمز إلى ثعبان أسطوري أو ناغا. كان "لوانغ" أحد رمزين ملكيين شائعي الاستخدام على العملات، والآخر هو فيل. كتب مايوري وفيوفان نغاوسريفاثانا: "في أوائل القرن 16، تغيرت الترجمة المفضلة لكلمة "سيساتاناخاناهوتا" من "مليون ناغا" إلى "مليون فيل" أو "لان زانغ" في لاوس." وفقًا لغابل، من الطبيعي أن الفيل الأبيض لم يصبح رمزًا ملكيًا إلا بعد ذلك بكثير، مع انتشار البوذية على نطاق واسع، وربما ليس قبل القرن السادس عشر، على الرغم من أنه وفقًا لكريسويل، صُور بالفعل على النقود اللاتينية المبكرة التي يعود تاريخها إلى القرن الثالث عشر أو الرابع عشر.
بالإضافة إلى العلامات الملكية لـ"لوانغ" أو الفيل، تُستخدم أيضًا علامات دينية بشكل شائع. "شاكرا" أو "عجلة دارما" البوذية هما الأكثر شيوعًا، وتختلفان في المظهر. تجدر الإشارة إلى أن رمز "لوانغ" لا يظهر على العملات التي تحمل علامات بوذية أخرى، مما يزيد من احتمالية ارتباط الرمز بالروحانية أو ساتسانا فاي وقرابين الناغا ذات الصلة.
تشمل العلامات الشائعة الأخرى على عملات لات حيوانات ونباتات متنوعة، يبدو أنها استُخدمت كعلامات سك تُشير إلى مكان سك العملات. الزخارف الشائعة الأسماك، السلاحف، المحار، الزهور واللوتس. وفي أواخر القرن الثامن عشر، تكهّن البعض بأن تنوع العلامات ازداد بسبب التنافس بين فيينتيان، لوانغ برابانغ وتشامباساك، حيث حل الأسد، البقرة، الحصان أو الغزال محل الفيل كرمز للسلطة الملكية.

## عملات لات
عملة لات، المعروفة أيضًا باسم عملة القارب أو عملة هيوا أو عملة العلق، فئة أصغر من العملات المعدنية المصنوعة من النحاس. تنقسم هذه العملات عمومًا إلى نوعين. يتميز النوع الأول عمومًا بثلاثة رموز (وأحيانًا أربعة). يوجد دائمًا رمز فيل، يُنسب إلى المصادقة الملكية. يوجد أيضًا رمز "شاكرا". أما النوع الثالث فهو عادةً رمز حيوان أو زهرة، قد يكون مؤشرًا على مكان سك العملة. يتميز النوع الثاني من العملات المعدنية بطرف مدبب مع تجويف أو انخفاض يمتد على طول العملة، تُسمى هذه العملات عادةً "عملة الزورق" أو "عملة القارب". لا تحمل هذه العملات عمومًا أي علامات من أي نوع، وهي مصنوعة من النحاس.

## عملات هوي
عملة هوي، المعروفة أيضًا باسم لسان النمر، فئة أكبر من العملات المعدنية المصنوعة من الفضة عالية المحتوى. شكلها أكبر عمومًا من أنواع اللات الأخرى، تتميز بـ "مصاصة مزدوجة" أو نسيج منقط حول الحافة. تقتصر العلامات عادةً على عجلة بوذية، أو رمز "نا" أو "لوانغ" الذي يُمثل "ناغا" أو ثعبانًا أسطوريًا. يُشير غراهام ووينكلر إلى أن هذه العملة كانت ذات صلة دينية خاصة، يتبرع بها في المناسبات الخاصة، وخاصةً كقرابين للأديرة والأضرحة.

## فهرس
- Cresswell، Oliver (1974). Early Coinage of South East Asia. Dallas, Texas: Numismatics International.
- Daniel، Howard (2014). Lao Coins and Currency. Ho Chi Minh City, Vietnam: The Southeast Asian Treasury. ISBN:9786048607609.
- Gabel، Joachim (2009). "Lao Weights and the Luang Symbol". Journal of the Siam Society. ج. 97: 69–100.
- Graham، Mark؛ Winkler، Manfred (1992). Thai Coins. Bangkok: Finance One Limited.
- Ngaosrivathana، Mayoury؛ Ngaosrivathana، Pheuiphanh (2009). The Enduring Sacred Landscape of the Naga. Chiang Mai: Mekong Press.
- "Hoy, Lad, Hang, Huea, Tu: The Identities of Thailand's Isan Money". The Coin Museum (بالإنجليزية). Thai Treasury Department. Archived from the original on 2024-05-28. Retrieved 2021-10-01.
- Stuart-Fox، Martin (1998). The Lao Kingdom of Lan Xang: Rise and Decline. Bangkok: White Lotus Press. ISBN:9748434338.

## قراءة إضافية
- Michael، Mitchiner (1998). The History and Coinage of South-East Asia. London: Hawkins Publications.